# Meguri ai
Meguri Ai è un singolo della cantante giapponese Yōko Takahashi. L'album è il decimo singolo pubblicato dalla Kityy Records; la prima traccia del singolo funge inoltre da sigla di Age,35, andato in onda nel 1996, mentre la seconda è stata usata come sigla d'apertura del programma radiofonico Sound raiburari 〜 sekai ni hitotsu dake no hon.

## Tracce
1. Meguri ai – 4:17
2. Meguri Ai ANGELIC VOICE VERSION – 4:17
3. Meguri Ai OFF VOCAL VERSION – 4:12